# Piekary (województwo świętokrzyskie)
Piekary (dawn. Piekary-Kapituła) – wieś w Polsce położona w województwie świętokrzyskim, w powiecie sandomierskim, w gminie Obrazów.
Prywatna wieś duchowna położona była w drugiej połowie XVI wieku w powiecie sandomierskim województwa sandomierskiego. W latach 1975–1998 miejscowość położona była w województwie tarnobrzeskim.